# Луїс Гаравіто
Луїс Альфредо Гаравіто Кубільйос (ісп. Luis Alfredo Garavito Cubillos; 25 січня 1957 — 12 жовтня 2023), більш відомий як «La Bestia» («Звір») і «Tribilín» — колумбійський ґвалтівник і серійний убивця. У 1999 році він був визнаний винним у зґвалтуванні та вбивстві 138 хлопчиків. Кількість його жертв, заснована на кількості поховань, зазначених на карті, про які Гаравіто повідомив у в'язниці, в результаті може перевищувати 300. Він був описаний місцевими ЗМІ як «найгірший серійний убивця у світі» через велику кількість жертв.
Суд засудив Гаравіто до максимального покарання, яке доступне в Колумбії — 30 років позбавлення волі. Пізніше за співпрацю та зразкову поведінку йому скоротили термін до 22 років, що, як вважають колумбійці, не є достатнім покаранням за його злочини. Спочатку колумбійськими законами не було передбачено способу посилити максимальну міру покарання, навіть для таких як Гаравіто. З кінця 2006 року все частіше обговорюється питання про продовження його ув'язнення

## Біографія

### Життя до вбивств
Луїс Альфредо Гаравіто народився 25 січня 1957 року в місті Хенова колумбійського департаменту Кіндіо. Найстарший із семи братів, він, ймовірно, страждав від фізичних та моральних знущань з боку батька. У своїх свідченнях він зазначив, що у молодому віці став жертвою сексуального насильства.

### Злочини
Жертвами Гаравіто були діти з бідних сімей, селянські чи безпритульні діти віком від 6 до 16 років. Гаравіто підходив до них на вулиці чи в сільській місцевості, пропонував їм подарунки чи невеликі суми грошей. Після того, як він завойовував їхню довіру, він відводив дітей прогулятися, і, коли вони втомлювалися, він накидався на них, ґвалтував, перерізав горло і зазвичай розчленовував трупи. На більшості трупів було виявлено сліди тортур.

### Арешт і суд
Гаравіто був заарештований 22 квітня 1999 року. Він зізнався у вбивстві 140 дітей. Проте він все ще перебуває під слідством у підозрі скоєння вбивств 172 дітей більш ніж у 59 містах у Колумбії.
Він був визнаний винним у 138 зі 172 випадків. Його засудили за кожний епізод. Шляхом складання покарань вийшло 1853 і 9 днів. Однак за колумбійськими законами він не може бути позбавлений волі на понад 30 років. Крім того, зважаючи на співпрацю зі слідством, його вирок було скорочено до 22 років. Наразі Гаравіто відбуває покарання.